# Delling (Kürten)
Delling ist ein Ortsteil der Gemeinde Kürten im Rheinisch-Bergischen Kreis. Delling liegt östlich von Bornen und Olpe. Es ist Titularort eines frühen evangelischen Kirchspiels.

## Lage und Beschreibung

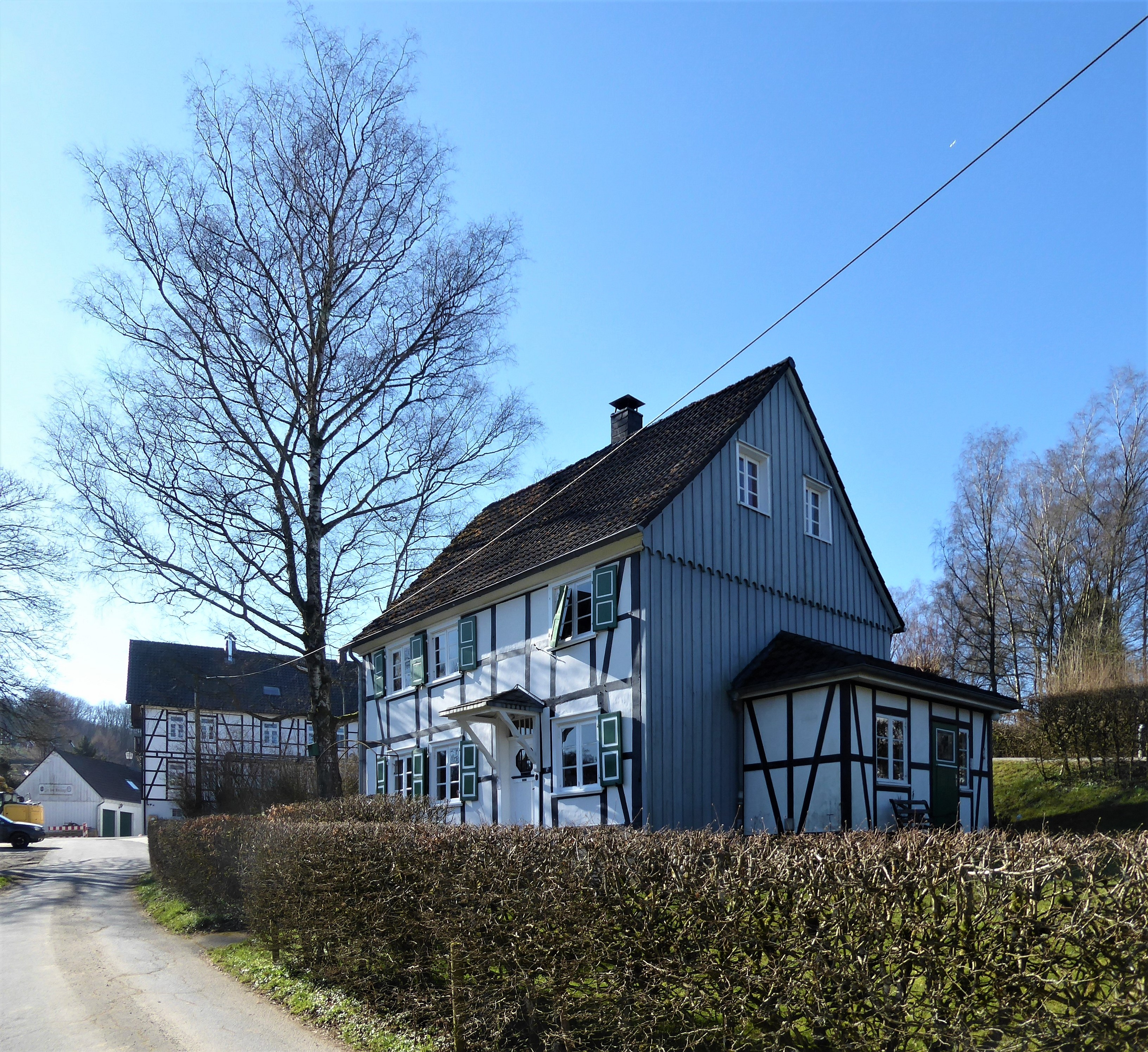
Fachwerkhäuser in Delling

Delling gliedert sich, geteilt durch den Olpebach, in die vordere und hintere Delling, wobei die vordere Delling das ehemalige freiadlige Gut Delling bezeichnet, das 1707 in den Besitz der evangelischen Kirchengemeinde überging, die dort seit etwa 1620 ihre Gottesdienste feierte. Geprägt wird dieser Teil von der kleinen klassizistischen Kirche von 1834 und dem ehemaligen Gutshaus am Grund des Tals. Die ehemalige Landwirtschaft des freiadligen Gutes ist heute die Gaststätte In der Delling.
Das ehemalige Lehrerhaus von 1724, das Küsterhaus aus dem frühen 20. Jahrhundert, das Pfarrhaus aus dem Jahr 1958 sowie das ehemalige Altenteil der Landwirtschaft runden das Ensemble ab. Zurzeit hat die vordere Delling 10 Einwohner. Die hintere Delling wird durch lockere Wohnbebauung längs der Straße geprägt. Ein Reiterhof und eine alte Schmiede setzen hier Akzente. Hier leben zurzeit 18 Menschen.
Beim Ort befindet sich das Naturschutzgebiet Olpebachtal (GL-016).

## Geschichte
Dellingen tritt erst 1672 lange nach der Reformation als evangelische Gemeinde in Erscheinung. Der Name weist aber aufgrund des vergleichsweise jungen Alters des Ortes keine -ingen-Form auf, sondern hat die Bedeutung Talung ab (Delle im Sinne von Geländemulde).
Die Topographia Ducatus Montani des Erich Philipp Ploennies aus dem Jahre 1715, Blatt Amt Steinbach, belegt, dass der Ort bereits 1715 als Ort und Freyhof bestand und als Delling bezeichnet wurde. Carl Friedrich von Wiebeking benennt die Hofschaft auf seiner Charte des Herzogthums Berg 1789 als Delling. Aus ihr geht hervor, dass Delling zu dieser Zeit Teil der Honschaft Olpe im Kirchspiel Olpe im Landgericht Kürten war.
Unter der französischen Verwaltung zwischen 1806 und 1813 wurde das Amt Steinbach aufgelöst und Delling wurde politisch der Mairie Olpe im Kanton Wipperfürth im Arrondissement Elberfeld zugeordnet. 1816 wandelten die Preußen die Mairie zur Bürgermeisterei Olpe im Kreis Wipperfürth. Delling gehörte zu dieser Zeit zur Gemeinde Olpe.
Der Ort ist auf der Topographischen Aufnahme der Rheinlande von 1824 und auf der Preußischen Uraufnahme von 1840 als Delling verzeichnet. Ab der Preußischen Neuaufnahme von 1892 ist er auf Messtischblättern regelmäßig als Delling verzeichnet.
1822 lebten 49 Menschen im als Hof kategorisierten bezeichneten Ort. 1830 hatte der Ort 54 Einwohner. Der 1845 laut der Uebersicht des Regierungs-Bezirks Cöln als Kirchdorf kategorisierte Ort besaß zu dieser Zeit acht Wohnhäuser. Zu dieser Zeit lebten 66 Einwohner im Ort, davon 32 katholischen und 34 evangelischen Bekenntnisses. Die Gemeinde- und Gutbezirksstatistik der Rheinprovinz führt Delling 1871 mit elf Wohnhäusern und 53 Einwohnern auf. Im Gemeindelexikon für die Provinz Rheinland von 1888 werden acht Wohnhäuser mit 41 Einwohnern angegeben. 1895 hatte der Ort neun Wohnhäuser und 30 Einwohner. 1905 besaß der Ort acht Wohnhäuser und 36 Einwohner und gehörte konfessionell zum katholischen Kirchspiel Olpe und ist selber evangelisches Kirchspiel für die gesamte Gemeinde Kürten.
1927 wurden die Bürgermeisterei Olpe in das Amt Olpe überführt. In der Weimarer Republik wurden 1929 die Ämter Kürten mit den Gemeinden Kürten und Bechen und Olpe mit den Gemeinden Olpe und Wipperfeld zum Amt Kürten zusammengelegt. Der Kreis Wipperfürth ging am 1. Oktober 1932 in den Rheinisch-Bergischen Kreis mit Sitz in Bergisch Gladbach auf.
1975 entstand aufgrund des Köln-Gesetzes die heutige Gemeinde Kürten, zu der neben den Ämtern Kürten, Bechen und Olpe ein Teilgebiet der Stadt Bensberg mit Dürscheid und den umliegenden Gebieten kam.

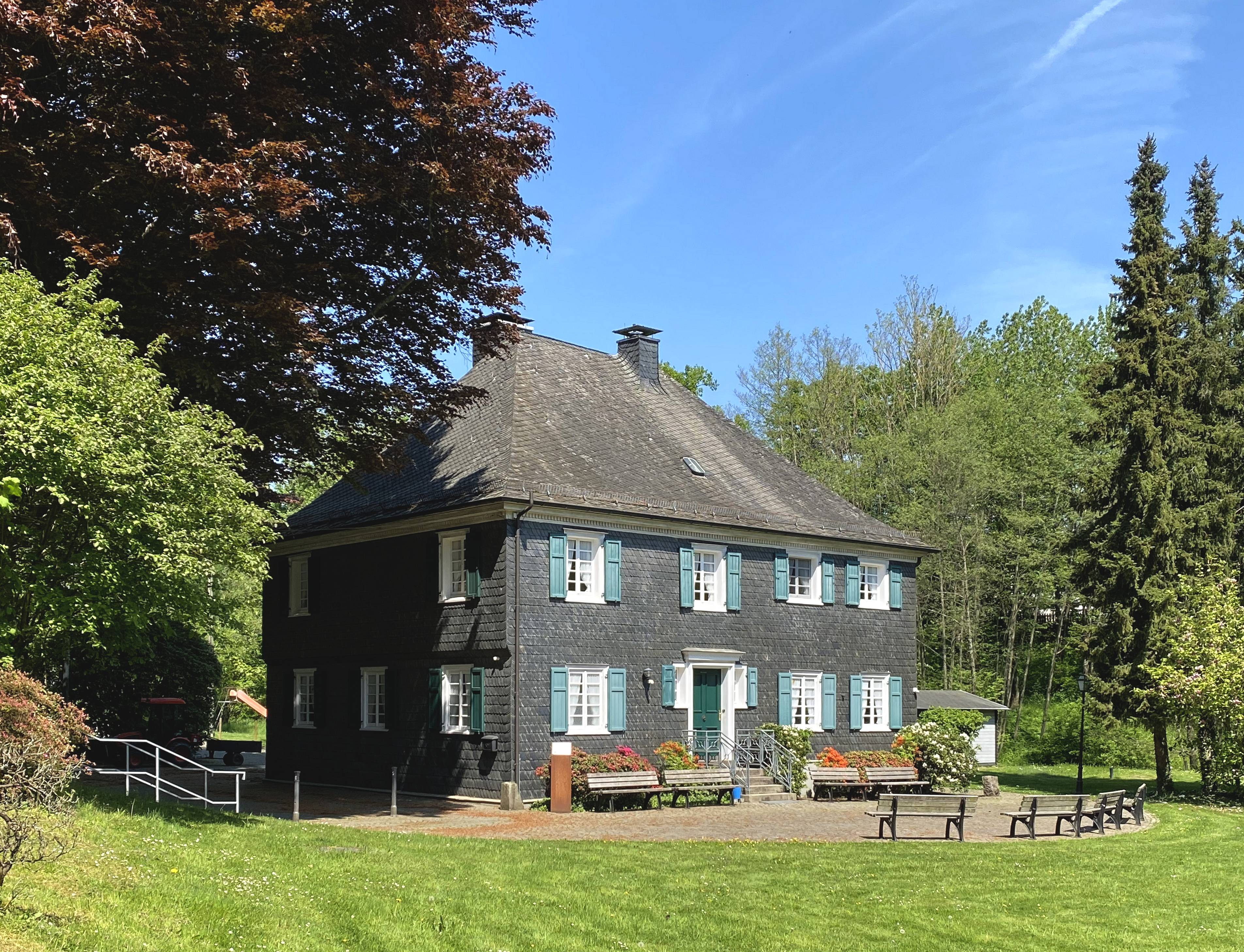
Baudenkmal Altes Pastorat Delling (1707)
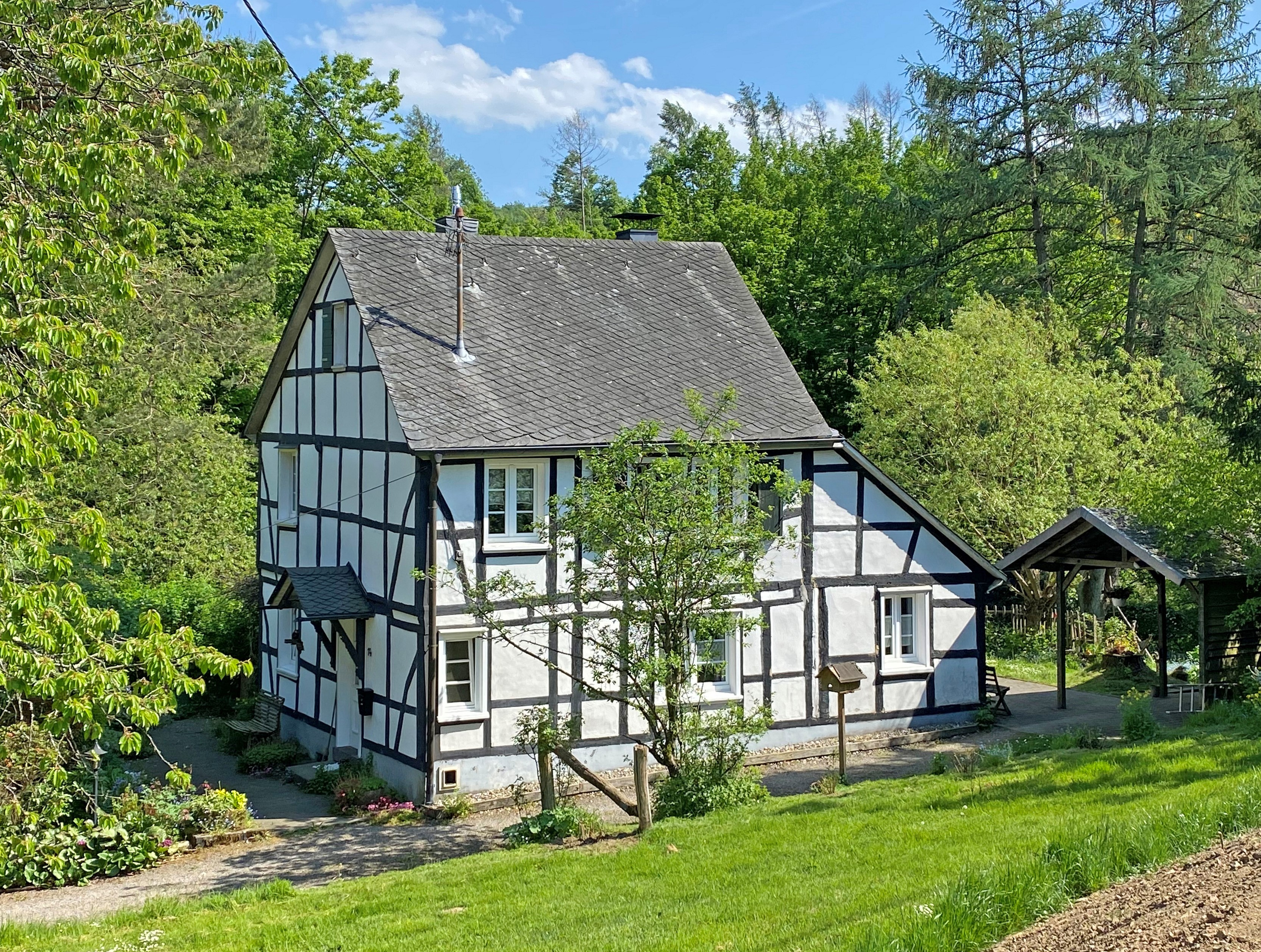
Alte Schule Delling (1724)
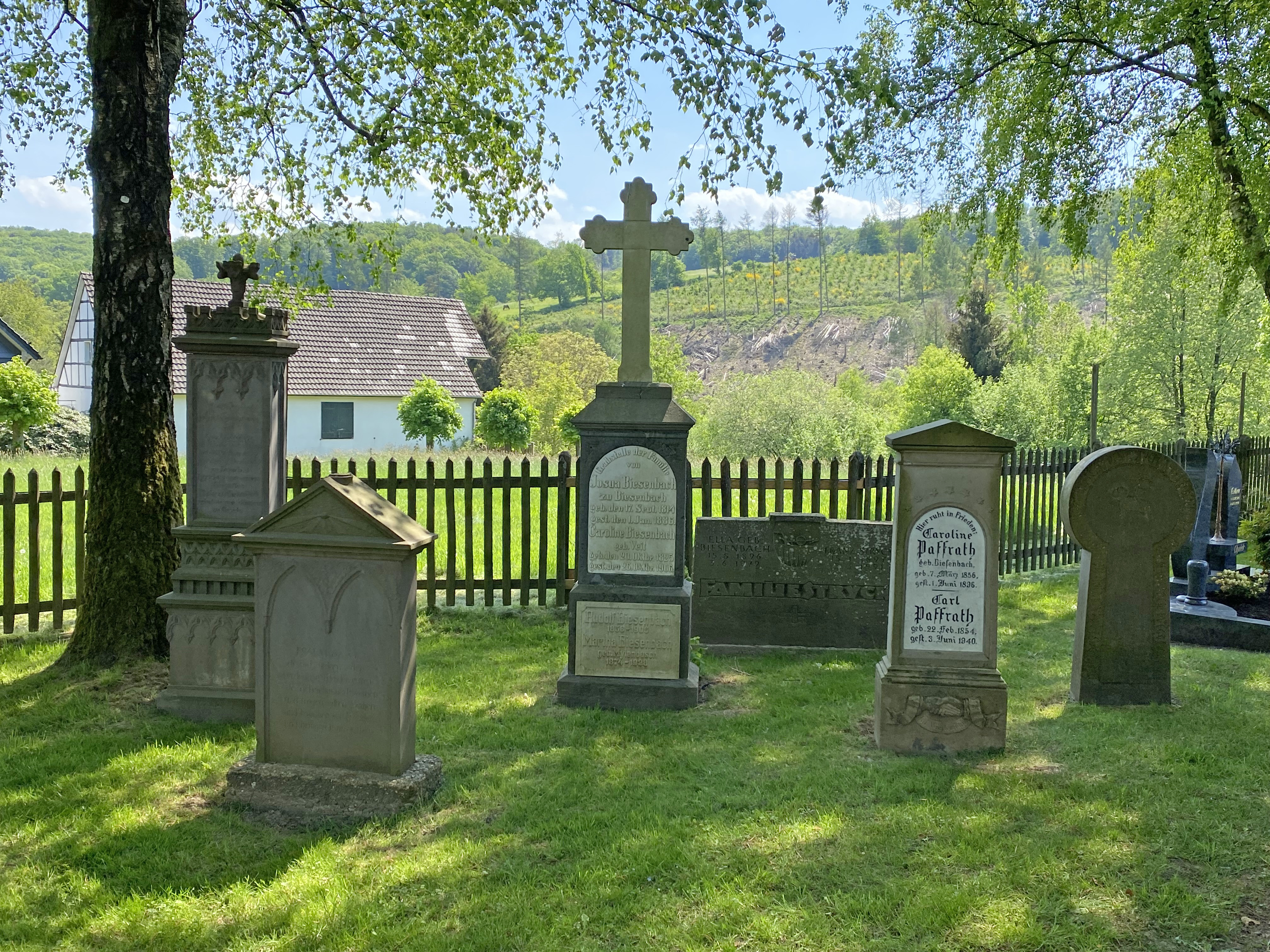
Friedhof ev. Kirche Delling